# Biblioteca de la Hurezi
Biblioteca de la Hurezi a fost un așezământ cultural fondat de Constantin Brâncoveanu, în incinta Mânăstirii de la Hurezi. Era situată într-una din casele eguemenști ale mânăstirii, care purta o inscripție grecească deasupra intrării. Biblioteca cuprindea, printre altele, cronici bizantine. Manuscrisele s-au păstrat până în epoca Regulamentului Organic. 